# 锡尼亚夫卡农村居民点
锡尼亚夫卡农村居民点（俄语：Синявское сельское поселение）是俄罗斯联邦沃罗涅日州塔洛瓦亚区所属的一个农村居民点。其下辖有5个居民点，行政中心为锡尼亚夫卡。据2016年统计，该农村居民点的人口为1461人。